# FK Dinamo Moscou
El FK Dinamo Moscou (en rus Дина́мо Москва́, Dinamo Moskvà) és un equip de futbol de Moscou, a Rússia. Actualment juga a la Premier League russa. Durant l'època soviètica depenia del Ministeri de l'Interior rús.

## Palmarès

### Tornejos nacionals
- Copa de Rússia (1): 1995.
- Lliga de l'URSS (11): 1936, 1937, 1940, 1945, 1949, 1954, 1955, 1957, 1959, 1963, 1976.
- Copa de l'URSS (6): 1937, 1953, 1967, 1970, 1977, 1984.
- Supercopa de l'URSS (1): 1977.

### Tornejos Internacionals
- Subcampió de la Recopa d'Europa el 1972

## Altres seccions
A més del futbol, el Dinamo forma part d'una societat poliesportiva que practica gran quantitat d'esports. Els principals esports són l'hoquei gel, el basquetbol, el voleibol i l'handbol.